# Kadda Medjeded
 (novembre 2013).
Si vous disposez d'ouvrages ou d'articles de référence ou si vous connaissez des sites web de qualité traitant du thème abordé ici, merci de compléter l'article en donnant les références utiles à sa vérifiabilité et en les liant à la section « Notes et références ».
Kadda Medjeded, né en 1954 à Mostaganem, en Algérie, est un poète et parolier algérien.

## Biographie
Kadda Medjeded est un Auteur né en 1954 à Mostaganem (en Algérie), où il passe son enfance. En 1975, il devient instituteur et intègre en parallèle l'orchestre polyphonique de Mostaganem. Par ailleurs, durant les décennies 70 et 80, Kadda Medjeded collabore au quotidien régional en langue arabe « El Djoumhouria ».
Après des études de professeur de musique entre 1981 à 1983 à Oran, il intègre l'académie de Mostaganem où il occupe plusieurs postes liés à l'animation socioculturelle, à la formation, à l'action sociale et à la sécurité des établissements scolaires. Prenant sa retraite professionnelle fin 2004, Kadda Medjeded se consacre dès lors à l'écriture.

## Parcours artistique
Le jeune Parolier fera l’objet de nombreuses sollicitations de la part de chanteurs locaux. Plusieurs de ses textes (Balak me trég, Marrat Sinine, Chart El Mounkar, Ya Houdjadj, Lahbab, H'mimiche El Bahlaouane, Ma Dème Aandek Rabbi, Echedda fallah) sont, tour à tour, interprétés par Ahmed Bennacer en 1982, Chaabane Bendehiba du groupe le Trio Mostaganémois en 1985, Harrag Bensmaïne (le compagnon des premiers jours d'Ahmed Bennacer) en 1992, Tazi en 1996, Abdelkader Khaldi en 2003, Cherif Hadjam en 2010, Abdallah Chaibedra en 2013 , Houari Marsaoui le chanteur oranais en 2014.
Il participe en 1981 à l’écriture de poèmes pour le film « Rupture », réalisé par Mohamed Chouikh, pour qui il traduit, en 2011, le scénario du film algéro-espagnol L’Andalou, tourné en grande partie à Alger et Tlemcen durant l’été 2011.
Pour le petit écran, il contribue à la traduction du feuilleton télévisé studio 27 de la réalisatrice Yasmine Chouikh, et avec la même réalisatrice , il traduit les dialogues du long métrage Jusqu'à la fin des temps.
En 1985, il fait partie du groupe chargé de l'animation du premier festival du Raï, organisé au théâtre de plein air d’Oran. Il est également rapporteur du jury de ce festival, composé de Saïm Hadj, Benyellès, Abdelkader Djemaï, Nouna Mekki et Hadj Méliani.
Il est l'auteur d'un « Recueil de poèmes », publié par les éditions Dar El Gharb d'Oran.

## Œuvres
Recueil de poèmes :
- El oualidine
- El Haik
- Ibn El Chahid
- Ardak Mestgahanem
- Arouah Etchouf
- Ekteb Ya Chaiir
- El B'hima
- El Blad Berdjalha
- El Zahra
- Bent Bladi
- Hasdouni Fik
- Hal Ebhal
- Enched Elsani
- Khallik Khallik
- Hadak Ennekkar
- Yemma
- Novembre
- Ya ssayek Ya Si Mimoune.

## Sources
- S.A.H., « Rencontre avec un poète — Kadda Medjeded : transcendance poétique », Réflexion,‎ 21 décembre 2009 (lire en ligne)
- (ar) عبد القادر بن بريك, « مجدد قادة : لا تتطور الآغنية إلا بالكلمات الراقية ! », El Khabar,‎ 30 mars 1990 (lire en ligne)
- B. Cherifi, « Medjeded Kadda : rencontre avec un chantre de la poésie “melhoune” contemporaine », Réflexion, no 1858,‎ 17 septembre 2014, p. 15 (lire en ligne)
- (ar) A. Benachour, « الشاعر قادة مجدد ابن مدينة مستغانم », El Djoumhouria,‎ 5 juillet 2020, p. 1 (lire en ligne)
- A. Mouatz, « Kadda Medjeded - Le Poète Qui Aimait l'Ombre », Africultures,‎ 1er mars 2019, p. 1 (lire en ligne)